# Golden Slumbers
Golden Slumbers – ballada rockowa zespołu The Beatles z albumu Abbey Road, napisana przez Paula McCartneya. Słowa utworu są parafrazą XVII wiecznego wiersza Thomasa Dekkera – „Cradle Song”.

## Twórcy
- Paul McCartney – wokal, pianino
- George Harrison – gitara basowa
- Ringo Starr – perkusja